# 隆盛
| ウィキペディアには「隆盛」という見出しの百科事典記事はありません（タイトルに「隆盛」を含むページの一覧/「隆盛」で始まるページの一覧）。 代わりにウィクショナリーのページ「隆盛」が役に立つかもしれません。 |